# Mines d'antimoine d'Ersa
Les Mines d'antimoine d'Ersa se trouvent aux lieux-dits de Granaggiolo, Castagnone, Fioracce, Guadicello et Sainte Marie, sur le territoire de la commune d'Ersa dans le Cap Corse, à 32 kilomètres au nord de Bastia. Leur exploitation principale date des années 1851, 1881 et 1883, mais a commencé bien avant. Plusieurs milliers de tonnes d'antimoine en ont été extraites avant leur fin d'exploitation en janvier 1919.

## Histoire
L'histoire des mines d'antimoine sur l'Ile de beauté a débuté bien avant la création de la Compagnie des mines de La Lucette, qui deviendra plus tard un opérateur d'une partie de ces mines. Plus largement, le district du Cap Corse (Méria, Luri, Ersa) a fourni 11 000 tonnes d'antimoine jusqu’en 1919. 
Les trois sites miniers d'antimoine corse sont situés le long du Cap Corse. La Mine d'antimoine de Luri, à Luri (Castello, Spergane) a extrait 3 400 tonnes à partir de 1863. Celui de Meria (Vallone, San Martino), plus grand, a permis d'extraire 5 600 tonnes en 1858 - 1864; 1878 - 1913. 
Une concession minière d’une superficie de 222 hectares environ a été institué par le décret du 9 août 1851 sur le territoire de la commune d'Ersa dans le Cap Corse, à 32 kilomètres au nord de Bastia, pour les mines d'antimoine d'Ersa, de tradition ancienne mais confrontée à des dissensions entre concessionnaires et qui n'ont produit que 2 000 tonnes. La mine de Luri (district du Cap Corse) contiendrait encore 2 000 tonnes de réserves.
Les Maures ont fourni les premiers quelques centaines de tonnes de métal sur le site des Mines d'antimoine d'Ersa. Un ingénieur Français prospectant dans le pays en 1771 affirme avoir découvert une minéralisation près du village de Granaggiolo. Lors d’une visite en Corse en 1820, l’ingénieur des mines Gueymard déclare avoir vu de nombreux travaux, sur pas moins de 5 puits à Castagnone et Granaggiolo.
Les premiers indices de stibine ayant été redécouverts vers 1835, les principaux travaux de recherches furent entrepris dans le secteur vers 1838 et jusqu'en 1851, près de 800 tonnes de minerai d'une richesse moyenne de 50% sont extraites et vendues à Marseille. Les dissension entre concessionnaires freinent les travaux d'exploitation. Celle-ci sera même arrêtée pendant plus de 15 ans.
Une concession minière d’une superficie de 222 hectares environ a été institué par le décret du 9 août 1851 et à partir de 1857, une seule personne devient concessionnaire. Jusqu'en 1863, une exploitation à Sainte-Marie et Granaggiolo permet de produire environ 600 tonnes. 
En 1878 c'est une société anglaise, qui reprend les travaux après une entente avec le concessionnaire. En 1889, la concession est amodiée à la Société d'exploitation des Mines d'Ersa, détenue par des notables bastiais que l'on retrouve également à Meria. 
La mine d'Ersa a subi une exploitation discontinue en fonction fluctuation des cours mondiaux de l’antimoine, avant de fermer définitivement en 1919. 
- 1880-1884
- 1893-1902
- 1908
- 1911
- 1915-1918

Le visiteur peut accéder aux anciennes installations de ce gisement de Castagnone, à partir  de l’église Sant'Andréa du village de Granaggiolo.